# Pachyprosopis flava
Pachyprosopis flava är en biart som beskrevs av Exley 1976. Pachyprosopis flava ingår i släktet Pachyprosopis och familjen korttungebin. Inga underarter finns listade i Catalogue of Life.